# Manuel Martínez (baseballista)
Manuel Martínez Carrasco (ur. 2 lipca 1971, Bilbao) – hiszpański baseballista  występujący na pozycji drugobazowego, olimpijczyk, medalista mistrzostw Europy.
W 1989 roku, wraz z drużyną narodową zdobył brązowy medal mistrzostw Europy rozgrywanych na arenach francuskich. Uczestniczył także w mistrzostwach w 1995 roku, gdzie Hiszpania zajęła czwartą lokatę.
W 1992 roku, Martínez uczestniczył w Letnich Igrzyskach Olimpijskich 1992 w Barcelonie, gdzie jego reprezentacja zajęła ostatnie, ósme miejsce. Wystąpił w pięciu spotkaniach, w których zaliczył m.in. 4 AB.
Był dwukrotnie powoływany do kadry na zawody pucharu interkontynentalnego. Było to w 1993 (9. miejsce) i w 1997 roku (8. miejsce). Martínez reprezentował także Hiszpanię na Mistrzostwach Świata 1998 (14. miejsce Hiszpanów).

## Statystyki z Mistrzostw Europy 1995
| Rok  | Reprezentacja | M | AB | R | H  | 2B | 3B | HR | RBI | SO | BB |
| ---- | ------------- | - | -- | - | -- | -- | -- | -- | --- | -- | -- |
| 1995 | Hiszpania     | 9 | 35 | 6 | 13 | 2  | 0  | 2  | 8   | 9  | 4  |